# Peter Turkson
Peter Turkson (sinh 1948, tên đầy đủ: Peter Kodwo Appiah Turkson) là một Hồng y người Ghana của Giáo hội Công giáo Rôma. Ông từng đảm nhận trọng trách Chủ tịch Thánh Bộ Phát triển Con người Toàn Diện.

## Tiểu sử
Hồng y Turkson sinh ngày 11 tháng 10 năm 1948 tại Wassaw Nsuta, thuộc Giáo phận Sekondi-Takoradi, Ghana. Sau quá trình tu học, mãn khóa chủng viện, Phó tế Turkson được phong chức linh mục ngày 20 tháng 7 năm 1975 bởi Tổng giám mục John Kodwo Amissah của Tổng giáo phận Cape Coast. Ở tuổi 27, ông trở thành thành viên linh mục đoàn Tổng giáo phận Cape Coast.
Ngày 6 tháng 10 năm 1992, Tòa Thánh bất ngờ loan tin tuyển chọn linh mục Peter Turkson, 44 tuổi làm Tổng giám mục chính tòa Tổng giáo phận Cape Coast. Lễ Tấn phong cho vị tân giám mục được tổ chức khá trễ sau tuyên bố từ tòa thánh, vào ngày 27 tháng 3 năm 1993 tại Nhà thờ Saint Francis de Sales, thuộc Tổng giáo phận Cape Coast. Chủ phong là Tổng giám mục Tổng giáo phận Accra Dominic Kodwo Andoh và hai giám mục phụ phong là Peter Poreku Dery, Tổng giám mục Tamale và Giám mục Giáo phận Kumasi Peter Kwasi Sarpong. Tân giám mục chọn khẩu hiệu: Vivere Christus est Ông giữ cương vị Chủ tịch Hội đồng Giám mục Ghana từ năm 1997 đến năm 2005.
Trong Công nghị Hồng y năm 2003 được tổ chức ngày 21 tháng 10 năm 2003, Tổng giám mục Peter Turkson bất ngờ được vinh thăng tước Hồng y Nhà thờ San Liborio. Ông đã đến nhận ngai tòa nhà thờ này ngày 18 tháng 3 năm 2004. Ngày 24 tháng 10 năm 2009, ông được Giáo triều Rôma gọi về phục vụ tại Vatican với chức vị Chủ tịch Hội đồng Tòa Thánh về Công lý và Hòa bình. Ngày 31 tháng 8 năm 2016, ông được cử làm Tổng trưởng Thánh Bộ Phát triển Con người Toàn diện. Bộ này là bộ được mới thành lập, dựa trên cơ sở các Hội đồng bị sáp nhập gồm Hội đồng Tòa Thánh Công lý và Hòa bình, Cor Unum (Đồng Tâm), Mục vụ Di dân và Người lưu động, sau cùng là Hội đồng Tòa Thánh Mục vụ các Nhân viên y tế. Ông kết thúc vai trò này tháng 12 năm 2021, sau nhiệm kỳ 5 năm.